# Мамелучки султанат
Мамелучки султанат (арап. سلطنة المماليك‎, тур. Memlük Sultanlığı) била је средњовековна држава која се простирала на територијама данашњег Египта, Леванта и Хиџаза. Престоница је био град Каиро. Султанат је основао Из ел Дин Ејбак формирајући Бахри династију 1250. године. Држава је постојала до 1517. године када је освојена од стране Селима I и прикључена Османском царству.

## Држава
Египат је у време Мамелука доживео велики успон. Држава се шири на све стране. Мамелуци су освојили Сирију и Арабију које су изгубљене у време последњих Ајубида. Успешно су ратовали против Јермена, а својој власти потчинили су и асасине, Бербере и Нубијце. Највећи успеси Мамелука односе се на борбе са Монголима. Након пада Багдада 1258. године, Египат је постао средиште исламског света. На врхунцу моћи (време владавине Бахрита), Мамелучки султанат обухватао је територије од Либијске пустиње и Барке на западу до Еуфрата на истоку и од Средоземног мора и Тороса на северу до арабијске степе на југу. Египту су припадале и Мека и Медина.
Битно својство мамелучке државе јесте владавина војничке касте која живи од ренте са феудалних имања. У периоду Бахрита било је неколико покушаја државног удара који су завршавани неуспехом. Поред султана, највишу власт у држави имао је Државни савет. Чинили су га: заменик султана, командант војске, министар рата и председник Савета, као највиши цивилни чиновник. Земља је била подељена на 24 провинције (12 у Египту и 12 у Сирији). На челу провинција стајао је гувернер. Гувернере је бирао султан из редова високих емира. Све високе положаје у земљи попуњавали су искључиво Мамелуци. За свој успон, Мамелуци могу захвалити и принципу обнављања који се огледа у немогућности наслеђивања високих положаја и сталној набавци нових робова из јужне Русије, области око Кавказа.

## Војска
Војска Мамелучког султаната састојала се од Мамелука у гарди султана, у јединицама емира и бивших султана и од најамничких војски које су сачињавали Египћани плаћани у новцу и имањима. Одлуку о рату доносио је Државни савет. Војска је дељена на јединице од 1000, 100, 10 и 5 војника. На челу војних јединица налазили су се емири. Емире са 100 војника именовао је султан, а остале гувернери провинција. Основа војне моћи била је коњица чији су припадници били искључиво Мамелуци.

## Историја

### Бахри династија
Ајубидски султан Ејуб умире 1249. године током Седмог крсташког рата. Власт преузима његова удовица, Шајар ал Дур, у ишчекивању сина Тураншаха да се врати из ратовања у Месопотамији. Ејубов војсковођа Ејбак одбио је крсташке нападе. Због тога је тражио већи удео у власти од Тураншаха. Када је његов захтев одбијен, Ејбак је сковао заверу и убио Тураншаха (1250. године). Потом се прогласио за султана. Ејбак је оснивач нове династије — Бахри. Владао је до 1257. године.
Након Ејбакове смрти, власт преузима намесник Кутуз који је, као регент над Ејбаковим малолетним сином Нур ад Дин Алијем, владао до 1260. године. Након заузећа Багдада и уништењем Абасидског калифата, Монголи нападају Египат. Међутим, у бици код Ајн Џалута доживели су велики пораз од војсковође Бајбарса. Бајбарс потом убија Кутуза и преузима власт. Познат је по ратовима које је водио против Јерусалимског краљевства. Године 1268. освојио је кнежевину Антиохију. Умро је 1277. године. Грофовију Триполи освојио је султан Калавун, а његов наследник Ел Ашраф Халил је освојио крсташку престоницу Акру 1291. године. Пад Акре означио је крај крсташких ратова. Хришћани су се повукли из Свете земље.
Године 1303. Египћани односе још једну победу над Монголима. Египатски султан потом ступа у пријатељски однос са монголским каном који прелази на ислам. Епидемија куге која је крајем прве половине 14. века погодила Египат и Левант, знатно је ослабила државу. Године 1377. у Сирији избија устанак који се шири и на Египат. Године 1382. Баркук се проглашава новим султаном. Баркук је оснивач династије Бурџи.

### Бурџи династија
Баркук је владао до своје смрти, 1399. године. Склопио је савез са турским султаном Бајазитом против монголског освајача Тамерлана. Тамерлан осваја египатску Сирију, али је она поново прикључена Египту 1412. године. Бројне побуне присилиле су египатског султана да се убрзо одрекне ове територије. Турски султан Мехмед II, освајач Цариграда, био је у пријатељским односима са египатским султаном. Сукоби између два султаната избијају средином друге половине 15. века око кнежевине Караман.
Египат је пружао помоћ муслиманима у Шпанији улазећи у рат са хришћанским државама. Године 1515. отпочео је нови рат са Османским царством. Он је завршен губитком независности Мамелучког султаната. Османски султан Селим I осваја Каиро 20. јануара 1517. године. Од Египта је образован Египатски ејалет. Многи мамелучки емири задржали су своје позиције. Међутим, сада су били вазали цариградског султана.